# Kundaram-formatie
De Kundaram-formatie is een geologische formatie in India die afzettingen uit het Laat-Perm omvat. 
De Kundaram-formatie ligt in de Pranhita Godavari-vallei en is de enige vindplaats van fossielen van reptielen en synapsiden uit het Perm in India. India maakte tijdens het Perm deel uit van het supercontinent Gondwana. De fossielen uit de Kundaram-formatie ondersteunen dit, aangezien de paleofauna grote overeenkomsten vertoont met die uit zuidelijk Afrika (Tropidostoma-faunazone en Cistecephalus-faunazone van de Beaufortgroep in Zuid-Afrika, Usili-formatie in Tanzania, Madumabisa Mudstones in Zambia) en Zuid-Amerika (Rio do Rasto-formatie in Brazilië). De gevonden fossielen zijn met name van 
dicynodonten (Endothiodon, Cistecephalus, Pristerodon, Oudenodon en Emydops). Daarnaast zijn fossielen gevonden behorend tot de Captorhinidae.